# Лещенко Володимир Олексійович
Лещенко Володимир Олексійович — український політик. Народився 26 січня 1950 р.

## Біографія
Народився: Чернігівська область, Срібнянський район, село Горобіївка.
Отримав диплом інженера-гідротехніка в Українському інституті інженерів водного господарства у 1971 році. Також отримав професію політолога у Вищій партійній школі при ЦК КПУ у 1990 році.
1969—1970 роки — майстром Житковицького БМУ меліорації тресту «Калінковічіводострой», Гомельська область, Білорусь.
З 1970 по 1976 роки — старший технік, інженер, старший інженер Чернігівської філії Інституту «Укрколгосппроєкт».
З 1976 по 1985 роки — головний спеціаліст міжколгоспного УКБ у Чернігівському обласному управлінні сільського господарства.
З 1985 по 1991 роки — інструктор, заступник завідувача відділу, завідувач відділу аграрної політики Чернігівського обкому КПУ.
1991—1999 роки — заступника начальника, начальник, голови правління ВАТ «Чернігівводбуд».
З 1999 по 2002 роки — консультанта депутатської фракції КПУ у Верховній Раді України.
З 2002 по 2006 роки — обраний депутатом Верховної Ради України четвертого скликання. Був членом фракції КПУ.
З 2006 по 2010 роки — обраний депутатом у Чернігівську обласну раду, є керівником фракції КПУ.
02.2011 — 12.2012 роки — народний депутат України 6-го скликання. Член фракції КПУ. Секретар Комітету Верховної Ради України з питань законодавчого забезпечення правоохоронної діяльності.
10 серпня 2012 року у другому читанні проголосував за Закон України «Про засади державної мовної політики», який суперечить Конституції України, не має фінансово-економічного обґрунтування і спрямований на знищення української мови. Закон було прийнято із порушеннями регламенту.